# Frederiksberg (Slesvig)
 For alternative betydninger, se Frederiksberg (flertydig). (Se også artikler, som begynder med Frederiksberg)
Frederiksberg (tysk Friedrichsberg) er en bydel i Slesvig by. Bydelen fik navn efter hertug Frederik 3. af Gottorp, der var en søstersøn til Christian 4.. Stedet hed tidligere Kratbjerg (Kratzenberg) . Stednavnet henviser altså til et bjerg, der har været bevokset med skovkrat og andet buskværk. Bydelen er beliggende mellem Gottorp Slot i nord, Bustrupdam i syd og Slien i øst. Gottorpdæmningen forbinder Frederiksberg med Slesvigs centrum.
I Frederiksberg boede blandt andet hofstatens personale. I synsvidde af slottet opstod i 1600-tallet en række avlsbygninger såsom det gottorpske posthus og den gottorpske vandmølle (fra 1594) med højvandsmærker i granitsoklen. Gadenavne som Herrestald (Herrenstall) eller Gammel Have (Alter Garten) minder endnu i dag om slottets daværende ridestald og køkkenhave. Den tidligere møllesø ved Herrestalden blev omkring 1900 omdannet til et lille parkanlæg.
Trefoldighedskirken i Frederiksberg blev bygget i årene 1650 til 1651. Den enskibede munkestenkirke er endnu i dag midtpunkt for hele bydelen. På den nu nedlagde gamle kirkegård findes en del danske soldatergrave fra de dansk-tyske krige, bl.a. fra Slaget ved Slesvig. 
I 1658 blev Frederiksbergs skydeselskab oprettet. Skydeselskabet eksisterer den dag i dag. To år senere blev Prinsens Palæ oprettet. Overfor Prinsens Palæ ligger den såkaldte Günderoths Gård fra omkring 1640, som fungerede som hertugens gæstehus. Ifølge overleveringen var gården tænkt som sæde for det persiske gesandtskab. I dag huser bygningen Slesvigs bymuseum. På samme sted, hvor nu delstatens højesteret ligger, lå indtil 1868 Bjelkes Palæ, en monumental barokbygning fra omkring 1700. Under den 2. Slesvigske Krig var her det danske overkommandos hovedkvarter. I 1868 brændet palæet ned. 
1711 blev Frederiksberg endelig sammen med bydelen Lolfod indlemmet i det nu kombinerede købstad Slesvig. I 1712 bestod byelen af i alt 281 bygninger. I 1810 blev Sønderjyllands første døveskole oprettet i Frederiksberg. Døveinstitutet blev i 1900 nedrevet til fordel for den nuværende Bugenhagenschule. 1816 kom Sønderjyllands første sparekasse til. Af nyere markante bygninger i nutidens Frederiksberg kan nævnes Slesvigs banegård, vikingtårnet og Slesvig-Holstens højesteret, som i daglig tale blev kaldt den Røde Elefant. Af danske institutioner i bydelen kan nævnes Bustrupdam Børnehave, Gottorp-Skolen på Jordbærbjerg og Frederiksberg Menighedsal.
I 1959 til 1961 byggedes Slesvigs nye omfartsvej (forbundsvej 76) øst for Frederiksberg, hvormed Teglnoret og halvøen Ør blev overbygget.

## Billeder
- Trefoldighedskirken
- Gottorpsk posthus
- Gottorpsk vandmølle
- Günderoths Gård / Slesvig bymuseum